# Reform
Reform (gebildet aus lat. re: zurück und formare: bilden, gestalten; zusammengesetzt etwa: Wiederherstellung), auch Reformierung und Reformation, bezeichnet eine planvolle Umgestaltung bestehender Verhältnisse, Systeme, Ideologien oder Glaubenslehren in Politik, Religion, Wirtschaft oder Gesellschaft. Sie wird häufig als Gegenwort zur Revolution eingesetzt, die für schneller ablaufende Entwicklungen beziehungsweise für Änderungen mit radikalerem Wandel steht.
Das Wort erscheint schon in den Paulus-Briefen der Bibel, später auch in dem Zusammenhang mit der kirchlichen evangelischen Reformation zur Zeit Martin Luthers.

## Religiöse und kirchliche Reformen
Eine religiöse Reform richtet sich auf die Reform der Glaubenslehre. Zu unterscheiden davon ist eine Reform der Organisation einer Religionsgemeinschaft, die allerdings oft die Folge einer Reform der Glaubenslehre ist. Schon früh gab es in der Kirchengeschichte Bewegungen der steten Erneuerung festgefahrener Formen, etwa was das einhalten von Ordensregeln in den Ordensgemeinschaften betraf.  Ein beispielhaftes Reformkloster war etwa die Abtei Cluny.

## Politische und soziale Reformen in der Geschichte
Einschneidende gesellschaftliche Veränderungen bezeichnet man schon für die Zeit der Römischen Republik als Reformen. Die Gracchische Landreform scheiterte in zwei Anläufen 133 und 121 v. Chr., Marius war hingegen mit seiner Marianischen Heeresreform 107 v. Chr. erfolgreich.
Bekannte historische Beispiele für Reformen in Deutschland sind die Preußischen Reformen, die Lebensreform-Bewegung, die aus Reformbewegungen hervorgegangene Sexualreform, Reformen an Universitäten und Schulen (Bildungsreformen), die Bismarckschen Sozialreformen (damit teilweise zusammenhängend die Medizinische Reform), die verschiedenen Währungsreformen in Deutschland, die Reform der deutschen Rechtschreibung von 1996 und die Arbeitsmarkt-Reformen im Rahmen der Agenda 2010.
In autoritären Regimen fordern Dissidenten häufig Reformen, bevor diese von den Regierungen angestrebt werden. Glasnost und Perestroika standen als Begriffe für Michail Gorbatschows Reformen in der Sowjetunion vor dem Umbruch von 1989 und nach den Reformen der Entstalinisierung unter Nikita Chruschtschow. In der Volksrepublik China bedeuteten die Einrichtung von Sonderwirtschaftszonen und Privateigentum nach dem Tod Mao Zedongs wirtschaftliche Reformen (→ Geschichte Chinas: Wirtschaftliche Modernisierung (seit 1978)).
In der politischen Diskussion in Deutschland sprechen die politischen Parteien oft von Reformen. Damit drücken sie aus, dass sie die bestehenden Verhältnisse gemäß ihren Parteiprogrammen umzugestalten wünschen. Beispiele für Reformbestrebungen der jüngsten Vergangenheit betreffen etwa die Arbeitsmarktpolitik (→ Hartz-Konzept) und die Steuerpolitik (→ Ökologische Steuerreform der rot-grünen Koalition der Regierung Schröder), oder die Gesundheitspolitik (→ Gesundheitsreform 2007 der Großen Koalition mit dem Kabinett Merkel I).
Kontrovers diskutiert wird die These, dass die Politik in Deutschland an Immobilismus oder Reformstau leide. Der frühere Bundespräsident Roman Herzog rief in seiner Berliner Rede 1997 dazu auf, dass ein „Ruck durch Deutschland“ gehen müsse und warb so für Reformbereitschaft bei der deutschen Gesellschaft und Politik. Thomas Straubhaar und andere erklären das Ausbleiben als notwendig erachteter Reformen mit den damit verbundenen Risiken und Kosten, denen offene Ergebnisse und häufig unerkannt bleibende positive Wirkungen gegenüber stünden.